# گرو (میناب)
گرو، روستایی در دهستان سندرک بخش سندرک شهرستان میناب در استان هرمزگان ایران است.
این روستا، از روستای بخش سندرک و  قطب کشاورزی بخش محسوب می‌شود.

## جمعیت
بر پایه سر شماری عمومی نفوس استدر سال ۱۳۹۵، جمعیت این روستا برابر با ۲٬۳۳۶ نفر (۵۹۴ خانوار) بوده‌است.